# Clint Richardson
Clint Dewitt Richardson (Seattle, 7 agosto 1956) è un ex cestista statunitense, professionista nella NBA.

## Carriera
Venne selezionato dai Philadelphia 76ers al secondo giro del Draft NBA 1979 (36ª scelta assoluta).

## Palmarès
- Campionato NBA: 1

Philadelphia 76ers: 1983